# 叙奇·拉约什 (举重运动员)
叙奇·拉约什（匈牙利語：Szűcs Lajos，1946年2月13日—1999年9月2日），匈牙利男子举重运动员。他曾代表匈牙利参加1972年和1976年夏季奥林匹克运动会举重比赛，其中1972年奥运会获得一枚银牌。